# Żejtun
Żejtun (również Iż-Żejtun, wym. [iz zɛjtʊn]; zhist. Città Beland) – jedna z jednostek administracyjnych na Malcie, ok. 11,5 tys. mieszkańców.
Najważniejszymi budynkami w Żejtunie są dwa kościoły: św. Jerzego, wzniesiony na początku XV wieku, sprawiający wrażenie budowli obronnej oraz św. Katarzyny. Jest to kościół farny z początku XVIII wieku, jego architektem był Lorenzo Gafà. W zakrystii można obejrzeć tryptyk nieznanego ludowego malarza z 1604 roku „Filfla Madonna”. W mieście znajduje się wiele zabytków wpisanych na listę National Inventory of the Cultural Property of the Maltese Islands. Między innymi: zbudowana w 1670 roku kaplica św. Anioła, zbudowana w 1658 roku kaplica św. Klemensa.

## Miasta partnerskie
- Oborniki[3]